# The Emptiness
Albums de Alesana
Where Myth Fades To Legend
(2008)
The Emptiness est le troisième album du groupe post-hardcore Alesana.

## Liste des titres
1. Curse of the Virgin Canvas - 4:49
2. The Artist - 3:46
3. A Lunatic’s Lament - 4:05
4. The Murderer - 4:32
5. Hymn for the Shameless - 5:38
6. The Thespian - 4:41
7. Heavy Hangs the Albatross - 3:51
8. The Lover - 3:24
9. In Her Tomb by the Sounding Sea - 3:41
10. To Be Scared by an Owl - 4:10
11. Annabel - 7:19

## Musiciens
- Dennis Lee - Chant
- Shawn Milke - Chant/Guitare/Piano
- Patrick Thompson - Guitare/Chœur
- Jake Campbell - Guitare
- Shane Crump - Basse
- Jeremy Bryan - Batterie